# Matylda
Matylda, Matilda nebo Mechthilda je ženské křestní jméno. Podle českého kalendáře má svátek 14. března. Jméno je germánského původu Mathildis. Jeho první složku tvoří výraz maht („moc“ nebo „síla“) a druhá část hildr značí „boj“. Jméno se tedy vykládá jako silná bojem.

## Zdrobněliny
Máťa, Maťka, Matilka, Tilda, Tilka, Tily, Tildička, Tiluška, Tiluš

## Další varianty
- Machteld – nizozemsky
- Mafalda – italsky, portugalsky
- Mahaut – francouzsky
- Mallt – velšsky
- Matelda – italsky
- Mathilda – anglicky, švédsky
- Mathilde – dánsky, nizozemsky, francouzsky, německy, norsky, italsky
- Matild – maďarsky
- Matilda – anglicky, finsky, švédsky, slovensky, italsky, chorvatsky
- Matilde – italsky, portugalsky, španělsky, dánsky, galicijsky
- Ματθίλδη (Mathilde, Mathildi) – řecky
- Matylda – polsky
- Maud(e) – nizozemsky, anglicky, francouzsky
- Mechteld – nizozemsky
- Mechtild(e) – německy
- Maud(e) - anglicky

## Statistické údaje
Následující tabulka uvádí četnost jména v ČR ve vybraných rocích:
| Rok  | Četnost | Pořadí |
| 1999 | 777     | 244.   |
| 2002 | 696     | 254.   |
| 2015 | 729     | 460.   |

Po roce 2003 došlo k výraznému nárůstu popularity jména.

## Historické nositelky jména
- Svatá Matylda (1046-1115) – benediktinská abatyše
- sv. Matylda z Ringelheimu (895-968) – saská vévodkyně a východofranská královna
- Mechtilda z Magdeburku (1208/1210–1282) – německá řeholnice a mystička

šlechtičny a panovnice
- Matylda Anglická (1102-1167) – císařovna, dcera anglického krále Jindřicha I.
- Matylda Anglická (1155–1189) – "Maud", bavorská a saská vévodkyně
- Matylda z Anjou (1105–1154) – normandská vévodkyně a poté jeptiška a abatyše
- Matylda Bavorská (1313–1346) (Mechthild) – lantkraběnka durynská a markraběnka míšeňská
- Matylda Bavorská (1843-1925) – bavorská princezna, provdaná hraběnka z Trani
- Matylda z Boulogne (1105?-1152) – hraběnka z Boulogne a anglická královna
- Matylda z Boulogne (rozcestník) – vícero osob, rozcestník
- Matylda Brabantská (1224-1288) – hraběnka z Artois a ze Saint-Pol
- Matylda Brabantská (1267) (1200-1267) – dcera Jindřicha I. Brabantského
- Matylda Braniborská (Mechthild von Brandenburg, 1248-1316) – pomořanská vévodkyně
- Matylda Dánská (1250-1299) – dánská princezna
- Matylda Flanderská (1031?-1083) – normandská vévodkyně a anglická královna
- Matylda Francouzská (943-992) — burgundská královna
- Matylda Fríská (1024?-1044) – francouzská královna
- Matylda Habsburská (asi 1251–1304) – rýnská falckraběnka a vévodkyně bavorská
- Matylda z Huntingdonu (1074–1130) – hraběnka z Huntingdonu a Northamptonu
- Matylda Korutanská († 1160/1161) – hraběnka z Blois, Champagne a Chartres
- Matylda Marie Rakouská (1849–1867) – rakouská arcivévodkyně
- Matylda Normandská († 1006) – francouzská hraběnka
- Matylda Saská – vícero osob, rozcestník
- Matilda Savojská (1125–1157) – portugalská královna
- Matylda Skotská (1080–1118) – manželka anglického krále Jindřicha I. a anglická královna
- Matylda Toskánská (1046–1115) – markraběnka, majitelka hradu Canossa

jiné
- Maude Flanders – postava ze seriálu Simpsonovi
- Mechtild Rothe – německá politička
- Mechtilde Lichnowsky – německá spisovatelka
- Mechtylda Holštýnská (1220–1288) – dánská královna
- (Ma-)tylda Meinecková (1888–1938) – česká spisovatelka a překladatelka, rodačka z Čáslavi